# Ferroskutterudita
La ferroskutterudita és un mineral de la classe dels sulfurs que pertany al subgrup de la skutterudita; de fet el seu nom es deu al fet que és l'anàleg mineral amb ferro de la skutterudita. Va ser descoberta a la mina Komsomol'skii, a Norilsk. (Krai de Krasnoiarsk, Rússia). Es tracta de l'únic indret on ha estat trobada aquesta espècie mineral.

## Característiques
La ferroskutterudita és un sulfur de fórmula química FeAs₃. Cristal·litza en el sistema isomètric.
Segons la classificació de Nickel-Strunz, la pertany a «02.E - Sulfurs metàl·lics, amb proporció M:S = 1:>2 » juntament amb els següents minerals: kieftita, niquelskutterudita, skutterudita i patronita.